# Клементинум
Клементинум (лат. Clementinum, чеш. Klementinum) — комплекс барочных зданий бывшего иезуитского коллегиума, который в настоящее время занимает Национальная библиотека Чешской Республики. Расположен в пражском квартале Старе-Место, у Карлова моста. При площади в 20 тыс. кв. м. Клементинум среди историко-архитектурных комплексов чешской столицы уступает по размерам только Пражскому Граду. С 2005 года числится в международном реестре «Память мира».

## История
В начале XIII века на месте комплекса располагался монастырь доминиканцев при храме святого Клемента, а сам Клементинум берёт название от стоявшей на этом месте в Средние века часовни св. Климента. Иезуитский коллегиум возник в Праге в 1552 году и к XVII веку превратился в один из крупнейших в мире центров подготовки иезуитов. В 1622 г. в Клементинум была переведена библиотека Карлова университета. Руководитель Клементинума, Ян Марек Марчи, не будучи в состоянии расшифровать одну из рукописей, переслал её в Рим энциклопедисту Кирхеру; ныне она известна под названием рукописи Войнича и по-прежнему остаётся нерасшифрованной. После упразднения ордена иезуитов (1773) указом Марии Терезии коллегиум был перепрофилирован в образовательно-библиотечный центр.
Комплекс зданий Клементинума включает в себя целый ряд общественных зданий XVIII века, спроектированных такими видными мастерами габсбургского барокко, как Карло Лураго, Килиан Игнац Динценгофер и Франтишек Максимилиан Канка:
- астрономическая обсерватория (1722),
- Зеркальная капелла (1724),
- университетская библиотека (1727),
- математический музей (1752),
- первая в Центральной Европе метеостанция (1751).

## В литературе
Под утро ему приснилось, что он блуждает в коридорах библиотеки Клементинума. Библиотекарь в чёрных очках спросил его: «Что вы ищете?» — «Бога», — ответил Хладик. Библиотекарь сказал: «Бог находится в одной из букв одной из страниц одной из четырехсот тысяч книг библиотеки. Мои отцы и отцы моих отцов искали эту букву; и я сам ослеп в поисках её». Он снял очки, и Хладик увидел мертвые глаза.— Хорхе Луис Борхес. «Тайное чудо».

## Галерея
- Читальный зал Клементинума
- Иезуитский костёл Спасителя в ночном освещении
- Прага с крыши Клементинума